# Station Glossop
Glossop is een spoorwegstation van National Rail in Glossop, High Peak in Engeland. Het station is eigendom van Network Rail en wordt beheerd door Northern Rail. Het station is geopend in 1845.